# 4512 Синухе
4512 Синухе (4512 Sinuhe) — астероїд головного поясу, відкритий 20 січня 1939 року.
Тіссеранів параметр щодо Юпітера — 3,284.